# Eligiusz Grabowski

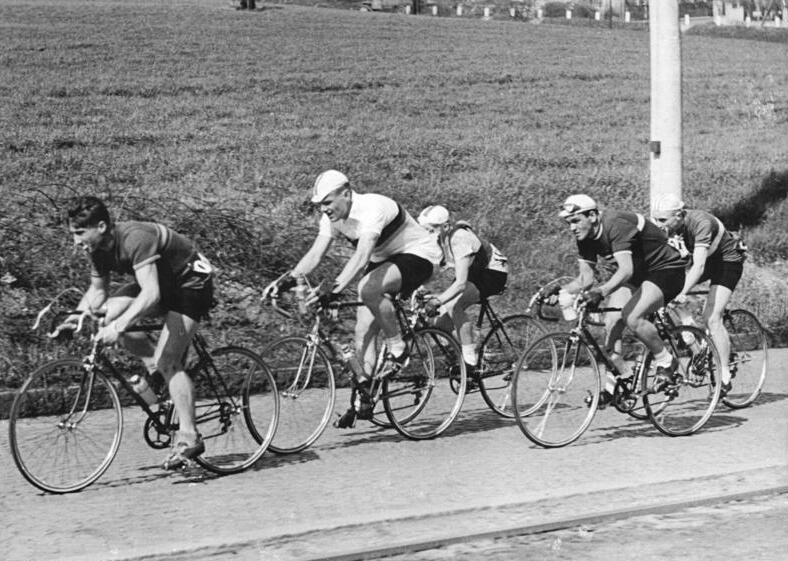
Dritter von links Eligiusz Grabowski

Eligiusz „Elek“ Zygmunt Grabowski (* 15. Januar 1935 in Warschau; † 1. August 2021 ebenda) war ein polnischer Radrennfahrer und nationaler Meister im Radsport.

## Sportliche Laufbahn
Grabowski war im Straßenradsport und im Bahnradsport aktiv. Er gewann 1959 die nationale Meisterschaft im Querfeldeinrennen. 1953 siegte er in der Meisterschaft im Bergfahren. 1954 wurde er Vize-Meister im Straßenrennen hinter Tadeusz Drążkowski. Bei den Weltmeisterschaften der Studenten in Budapest wurde er Zweiter im Straßenrennen hinter Gustav-Adolf Schur.
In der Internationalen Friedensfahrt startete er dreimal. 1955 wurde er 30., 1954 und 1957 schied er aus. Die Polen-Rundfahrt fuhr er sechsmal. Der 5. Platz 1956 war sein bestes Ergebnis in der Gesamtwertung. 1954 wurde er Vize-Meister in der Mannschaftsverfolgung auf der Bahn.